# Nova (platforma cyfrowa)

Logo Nova

Nova (ex Forthnet) – grecka platforma cyfrowa powstała w 1999 roku. Oferuje również usługi satelitarne na Cyprze. Jest notowany na giełdzie w Atenach do momentu wycofania z giełdy w 2021 roku.
Składa się z kanałów filmowych, rozrywkowych, sportowych. Koduje swoje kanały w systemie Irdeto 2 (IRD2).
W czerwcu 2016 r. nastąpiła rebranding usług dla klientów i MŚP pod marką Nova. Firma całkowicie zrezygnowała z marki Forthnet w czerwcu 2020 roku. 29 maja 2020 r. United Group BC Partners zgodziła się na zakup większościowego pakietu udziałów w Nova od konsorcjum 4 greckich banków. Od 29 kwietnia 2021 r. jest zwykłym udziałowcem. 
15 października 2021 r. Nova ogłasza, że wyłączy swoje serwery i wydania komercyjne 15 grudnia tego samego roku, a wszystkie ich sklepy zostaną zamknięte na stałe w tym samym dniu ogłoszenia.